# Istállós-kő-Höhle
Die 535 m hoch gelegene Istállós-kő-Höhle (ungarisch Istállós-kői-barlang) im Bükkgebirge, im Komitat Heves, (Nordungarn) enthielt Funde von Steingeräten und Knochenspeerspitzen aus dem Aurignacien der Altsteinzeit. Der Istállós-kő ist mit 958,1 m der zweithöchste Gipfel im Bükkgebirge.
Die untere Schicht der Höhle enthielt etwa 50 aus Knochen hergestellte Speerspitzen mit gespaltener Basis, die zu den Aurignacspitzen zählen. Die obere, subarktische Schicht erreicht ein Alter von rund 31.000 Jahren, was durch  Radiokohlenstoffdatierungen erhärtet wurde. Diese Schicht enthält Speerspitzen eines anderen Typs, der keine gespaltene, sondern eine massive Basis aufweist. Solche Knochenspitzen werden Lautscher Spitzen genannt. Die mit Steinen eingefasste Feuerstelle von drei mal vier Metern enthielt außer Holzkohle zahlreiche Tierknochen, zu 80 % diejenigen von jungen Höhlenbären. Anhand der gefundenen Penisknochen handelte es sich um etwa 2000 Tiere. 
Eine Besonderheit ist ein etwa 45.000 Jahre alter, 12 cm langer Oberschenkelknochen eines jungen Bären, der von manchen Forschern als Knochenflöte gedeutet wird. Demnach müsste das Fundobjekt drei Grifflöcher besessen haben und quer mit geschlossenem unterem Ende angeblasen worden sein.